# Сант-Еузаніо-дель-Сангро
Сант-Еузаніо-дель-Сангро, Сант'Еузаніо-дель-Санґро (італ. Sant'Eusanio del Sangro) — муніципалітет в Італії, у регіоні Абруццо, провінція К'єті.
Сант-Еузаніо-дель-Сангро розташований на відстані близько 160 км на схід від Рима, 85 км на схід від Л'Аквіли, 25 км на південний схід від К'єті.
Населення — 2511 осіб (2014).
Щорічний фестиваль відбувається 26 травня. Покровитель — San Filippo Neri.

## Демографія
Населення за роками:

Станом на 1 січня 2023 року в муніципалітеті офіційно проживав 161 іноземець з 22 країн, серед них 43 громадяни країн Євросоюзу та 1 громадянин України.

## Сусідні муніципалітети
- Альтіно
- Атесса
- Казолі
- Кастель-Френтано
- Гуардіагреле
- Ланчано